# Nahsko-dagestanski narodi
Nahsko-dagestanski narodi (Sjeveroistočni kavkaski narodi; ruski Нахско-дагестанские народы), porodica naroda u području sjeveroistočnog Kavkaza čije etničke skupine čine jednu od dvije jezične porodice sjevernih kavkaskih jezika: sjeveroistočne kavkaske jezike. Ova porodica dobiva ime po dvjema glavnim skupinama: A) nahskoj, koja ubuhvaća nekoliko čečenskih etničkih skupina (Čečeni, Inguši, Bacbi ili Baci ili Cova-Tuši, Kisti ili Kistini, Ičkerinci) i B) dagestanskoj, koja se dalje grana na tri podskupine (to su: 1. laksko-darginska s Lakcima ili Kazikumuhcima, Dargincima, Kubačincima i Kajtakima; 2. avarsko-anodidojska: Tindali ili Tindi, Andinci, Karatinci, Hvaršini, Didojci ili Cezi, Avarci, Ahvahci, Bagulali, Bežtinci, Botlihi, Godoberinci, Ginuhci, Hunzibci, Čamalali; 3. Lezginski narodi: Aguli, Arčinci, Lezginci /Lezgini/, Rutuli ili Rutulci, Cahuri).
Svi ovi narodi govore vlastitim jezicima ili dijalektima.